# Titularbistum Cluentum
Cluentum (ital.: Civitanova) ist ein Titularbistum der römisch-katholischen Kirche. 
Es geht zurück auf ein untergegangenes Bistum in der antiken Stadt Cluana, heute Civitanova Marche, im Picenum.
| Titularbischöfe von Cluentum |                                                      |                                                 |                   |                   |
| Nr.                          | Name                                                 | Amt                                             | von               | bis               |
| 1                            | Octavio José Calderón y Padilla                      | emeritierter Bischof von Matagalpa (Nicaragua)  | 22. Juni 1970     | 2. März 1972      |
| 2                            | Vincenzo Maria Farano Titularerzbischof pro hac vice | Apostolischer Pro-Nuntius Apostolischer Nuntius | 8. August 1973    | 14. August 1986   |
| 3                            | Isidro Sala Ribera                                   | Weihbischof in Abancay (Peru)                   | 18. Oktober 1986  | 7. April 1990     |
| 4                            | Osvino José Both                                     | Weihbischof in Porto Alegre (Brasilien)         | 26. Juni 1990     | 22. November 1995 |
| 5                            | Claudio Maria Celli Titularerzbischof pro hac vice   | Kurienerzbischof                                | 16. Dezember 1995 |                   |